# Estación de Mairie de Montrouge
Mairie de Montrouge es una estación del metro de París. Forma parte de la Línea 4 y se encuentra en Montrouge, al sur de París. Fue inaugurada el 23 de marzo de 2013. Fue a partir de esta fecha hasta el 13 de enero de 2022, la terminal sur de la línea 4.

## Historia
La apertura de Mairie de Montrouge, el 23 de marzo de 2013, es el primer paso de una prolongación de la línea 4 a Bagneux–Lucie Aubrac, que fue propuesta en 1929 por una ruta diferente. En 2004, el costo de la primera sección se estimó en 152 millones de euros para una longitud de 780 metros.
A partir de entonces, la línea llega a Barbara entre el cementerio de Bagneux y el Fuerte de Montrouge, luego a la terminal Bagneux–Lucie Aubrac del norte de la ciudad.
La línea debería permitir a 37.000 pasajeros al día tener un acceso directo a la red de metro. En las horas punta se esperan 4700 pasajeros entrando y saliendo de la estación.

## Descripción
Como todas las estaciones de la línea 4 dispone de puertas de andén.

### Acceso
La estación cuenta con tres accesos:
- acceso principal con ascensor situado en la parte frontal de la iglesia de Saint-Jacques, en la esquina de la rue Gabriel Peri-y la avenida de la República, frente al Ayuntamiento ;
- acceso norte ubicado en la explanada del centro cultural, Place Émile-Cresp, en la esquina de la rue Gabriel Peri-y la avenida de la República, siempre frente al ayuntamiento, este acceso no se abrirá hasta 2014 .
- acceso por la Place du General Leclerc.

### Desarrollo cultural
El complejo alberga una obra de Hugues Reip.

## Inauguración
La estación fue abierta el 23 de marzo de 2013 por Frédéric Cuvillier, Viceministro de Transporte y Economía Marítima, Jean-Paul Huchon, Presidente del Consejo Regional de Île-de-France y Presidente del Syndicat des Transports d'Île-de-France (STIF), Patrick Devedjian, el presidente del Consejo General de Hauts-de-Seine, Jean-Loup Metton, el alcalde de Montrouge, y Pierre Mongin, director general de la RATP. La 303.ª estación del metro de París, entró en servicio el mismo día.

## Correspondencia
La estación es servida por las líneas 68, 126 y 128 de la red de autobuses RATP y la línea 475 de la red de autobuses SQYBUS.

### Cercano
- Cultural y Centro de Congresos
- Iglesia de Saint-Jacques-le-Majeur

- Datos: Q2270685
- Multimedia: Mairie de Montrouge (Paris Metro) / Q2270685